# ترمبکی استار
ترمبکی استار (به لاتین: Trębki Stare) یک روستا در لهستان است که در Gmina Zakroczym واقع شده‌است.